# Tramvajová doprava v Seatonu

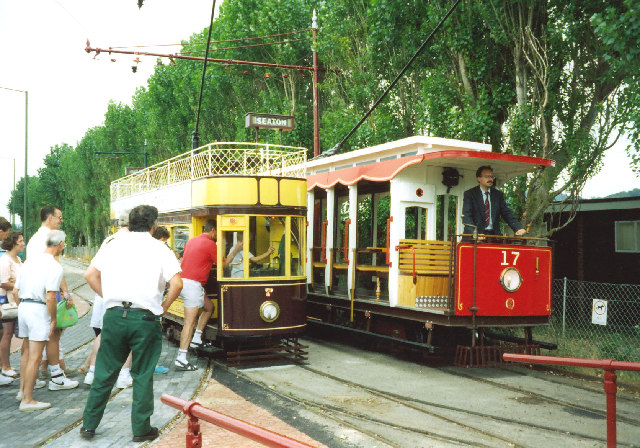
Dvě seatonské tramvaje

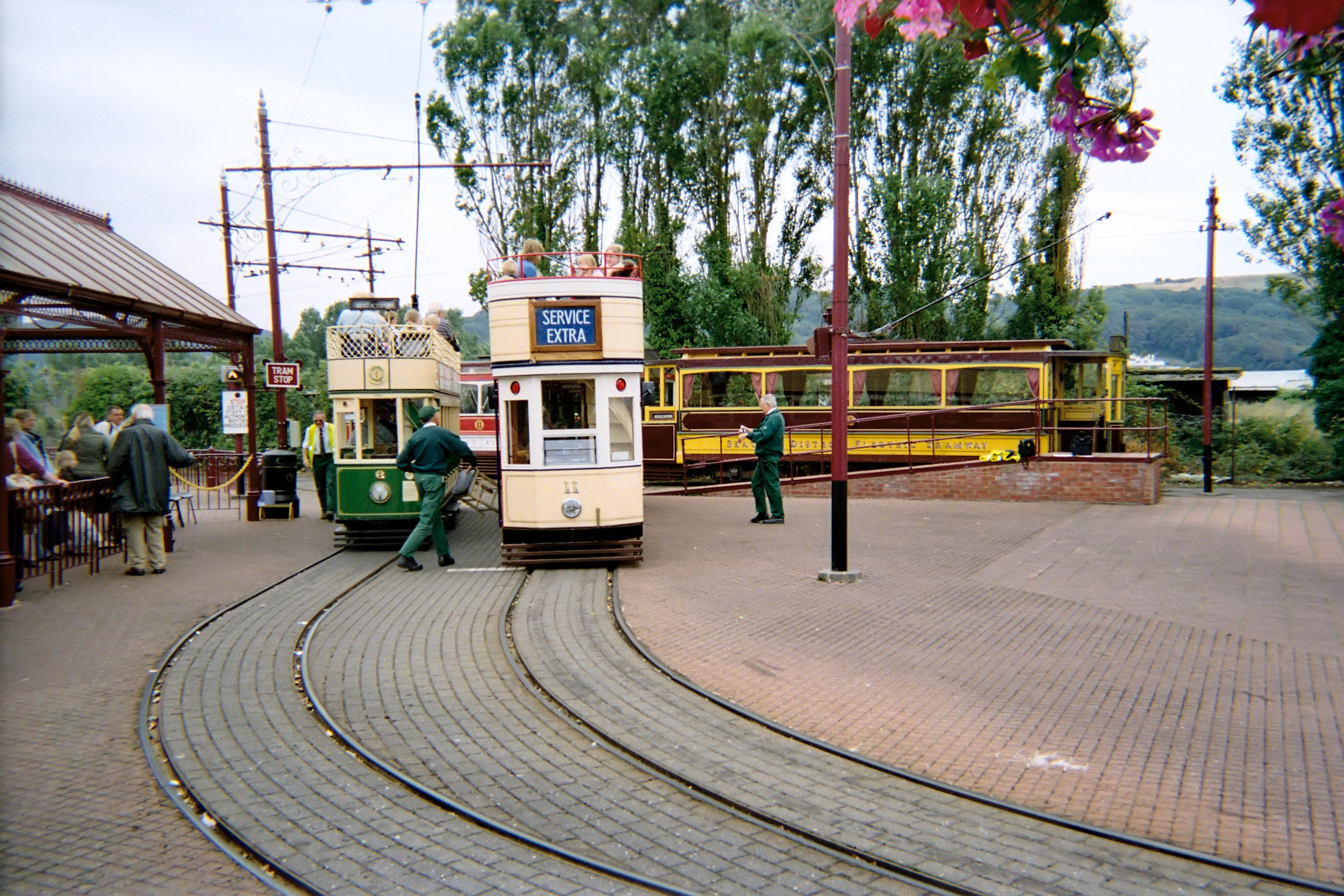
Konečná zastávka v centru města Seatonu

Tramvajová doprava v Seatonu je zdejší turistickou atrakcí; zajišťuje však i dopravu v okolí města.
Celý tramvajový provoz tvoří jediná linka o délce 4,8 km, vede z přímořského Seatonu okolními obcemi Colyford a Colyton. Rozchod kolejí tramvajové trati činí 838 mm, trať je jednokolejná s mnoha výhybnami. Vozů je nasazováno kolem dvaceti, za celý rok se s nimi sveze zhruba sto tisíc cestujících.

## Historie
Systém vznikl na konci 40. let; nechal jej postavit Claude Lane, místní fanoušek do tramvajové dopravy. Provozoval ji v původní podobě až do konce let šedesátých, kdy celému provozu hrozil zánik, především kvůli problémům s národním dopravcem British Rail (v rámci racionalizace se rušila jedna z nezbytných tratí pro tramvaje používaných). Musela tak být zajištěna trať nová, postavit bylo nutné též i novou vozovnu. V prvních letech provozu však ještě neexistovalo trolejové vedení, a tak musely být tramvaje napájeny pomocí speciálních baterií. To však trvalo jen pár měsíců v roce 1971, jakmile to bylo možné, tak se vedení dobudovalo. Od této doby byla postavena nová trať do centra města Seaton (otevřena 1998), též se mírně obměnil vozový park.

## Vozový park
Tramvajové vozy, které na této trati jezdí, jsou replikami jiných britských tramvají. Ty byly oproti originálu zmenšeny na místní poměry; některé vozy jsou navíc dvouposchoďové, u některých je horní patro zcela otevřené a nezastřešené.